# Anton Storch (Politiker)

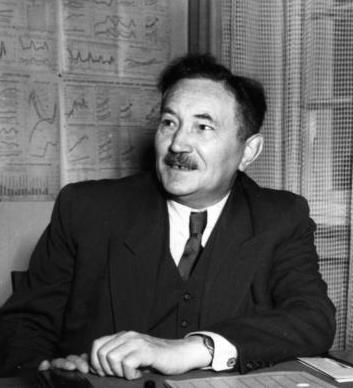
Anton Storch (1952)

Anton Valentin Storch (* 1. April 1892 in Fulda; † 26. November 1975 ebenda) war deutscher Politiker (CDU). Er war von 1949 bis 1957 Bundesminister für Arbeit.

## Ausbildung und Beruf
Anton Storch wurde am 1. April 1892 in Fulda geboren. Nachdem seine Mutter 1898 schwer erkrankt war, lebte er ab 1900 im städtischen Waisenhaus. Storch besuchte die städtische Domschule. 1906 begann er eine Ausbildung zum Tischler und arbeitete anschließend bis 1920 als Tischlergeselle. Von 1914 bis 1918 nahm er als Soldat am Ersten Weltkrieg teil.
Von 1920 bis 1931 war Storch Sekretär des Zentralverbandes der christlichen Holzarbeiter und leitete dessen Gau Hannover. Von 1931 bis 1933 leitete er den Landesverband Niedersachsen des Allgemeinen Deutschen Gewerkschaftsbundes. Nach dem Verbot der Gewerkschaften war er bis 1939 als Versicherungsvertreter tätig. Von 1939 bis 1945 leistete er einen Sicherheits- und Hilfsdienst bei der Feuerschutzpolizei Hannover ab.
Von 1946 bis 1948 leitete Storch die Abteilung Sozialpolitik des DGB in der britischen Besatzungszone. Ab 1966 war Anton Storch Präsident der katholischen Männergemeinschaft in Deutschland.

## Partei
Storch trat 1912 dem Windthorstbund, der Jugendorganisation des Zentrums, bei. 1919 schloss er sich dem Zentrum an. 1945 gehörte Anton Storch zu den Mitbegründern der CDU. In den Jahren 1946 und 1947 setzte sich Storch innerhalb der CDU und im Wirtschaftsrat der Bizone für die Arbeitnehmerschaft ein.

## Abgeordneter
Von 1947 bis 1949 gehörte Storch dem Wirtschaftsrat des Vereinigten Wirtschaftsgebietes an. Von 1949 bis 1965 war er Mitglied des Deutschen Bundestages sowie vom 27. Februar 1958 bis zum 21. Dezember 1965 zusätzlich Mitglied des Europäischen Parlamentes, wo er ab 1962 den Ausschuss für den Gesundheitsschutz leitete.
Anton Storch zog stets als direkt gewählter Abgeordneter des Wahlkreises Osnabrück-Stadt und -Land in den Bundestag ein.

## Öffentliche Ämter
Von August 1948 bis 1949 war Storch Direktor der Verwaltung für Arbeit des Vereinigten Wirtschaftsgebietes.
Am 20. September 1949 wurde er zum Bundesminister für Arbeit ernannt. Nach der Bundestagswahl 1957 schied er am 29. Oktober 1957, nach Kritik an seiner Amtsführung, aus der Bundesregierung aus.

## Ehrungen

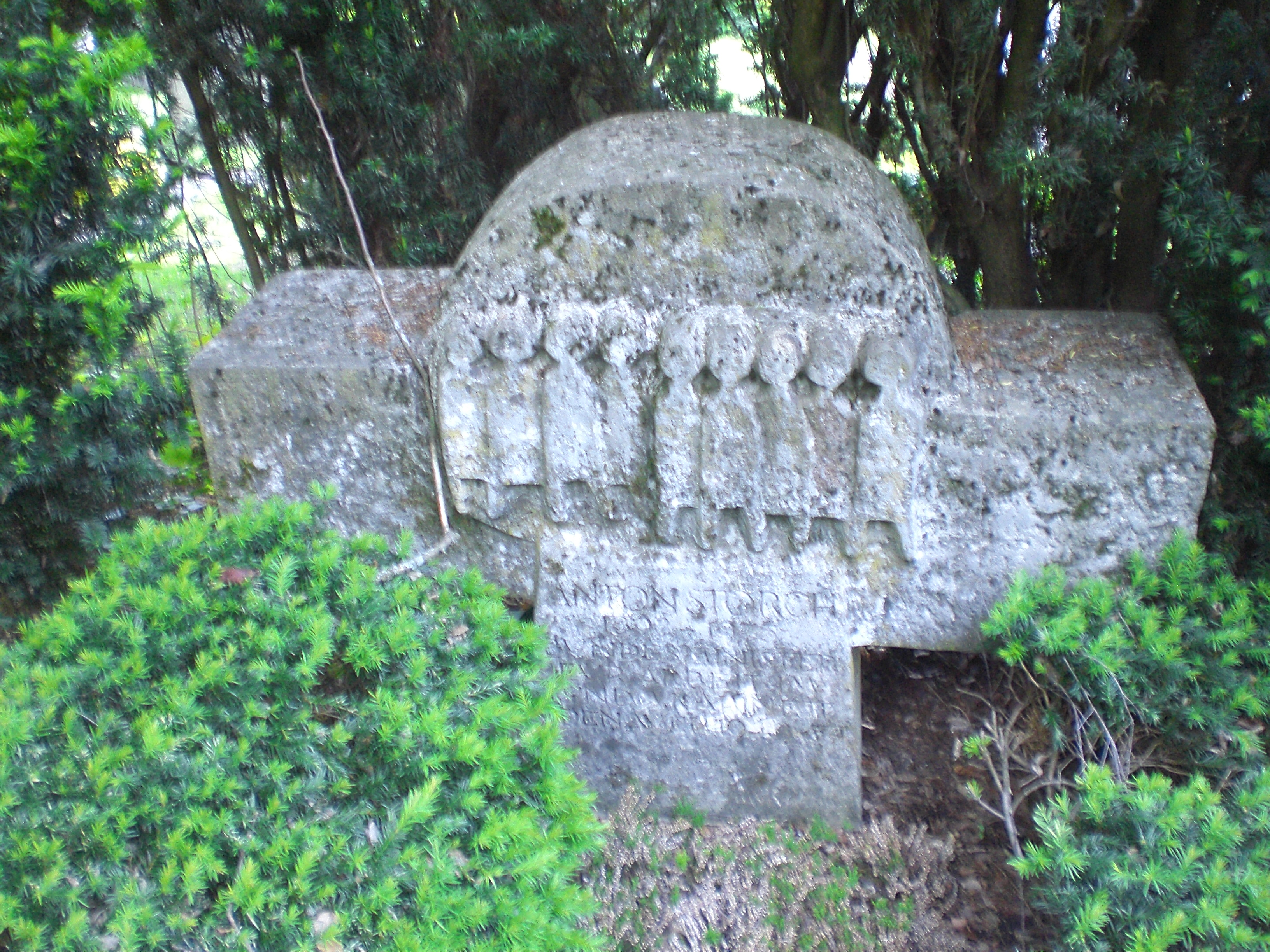
Anton Storchs Ehrengrab

- 1953: Großkreuz der Bundesrepublik Deutschland
- 1956: Großkreuz des Verdienstordens der Italienischen Republik

Sein Ehrengrab befindet sich auf dem Friedhof Frauenberg in Fulda.

## Veröffentlichungen
- Aufzeichnungen und Erinnerungen. In: Deutscher Bundestag, Wissenschaftliche Dienste, Unterabteilung Wissenschaftliche Dokumentation (Hrsg.): Abgeordnete des Deutschen Bundestages, Aufzeichnungen und Erinnerungen, Band 2: Curt Becker, Franz Marx, Ernst Paul, Hans Schütz, Elisabeth Schwarzhaupt, J. Hermann Siemer, Anton Storch. Boldt, Boppard am Rhein 1983, S. 313–344 (postum).